# Documento di sicurezza e salute
Il Documento di sicurezza e salute (noto anche con la sigla DSS) è un documento che include l'analisi di rischio prevista dalla normativa italiana in materia di cave e miniere. La norma di riferimento è il d.lgs. 25 novembre 1996, n. 624, in materia di sicurezza in cave e miniere, pubblicato nel Supplemento Ordinario della Gazzetta Ufficiale della Repubblica Italiana (S.O. G.U.) del 14 dicembre 1996, n° 293. Il d.lgs. 624/96 ha recepito le direttive comunitarie 92/91/CEE, relativa alla sicurezza e salute dei lavoratori nelle industrie estrattive, e 92/104/CEE, relativa alla sicurezza e salute dei lavoratori nelle industrie estrattive a cielo aperto o sotterranee.
Il documento di sicurezza e salute corrisponde al documento previsto dal d.lgs. 626/94 all'articolo 4. Viene preparato dal datore di lavoro il quale:
- annualmente attesta che i luoghi di lavoro, le attrezzature e gli impianti sono progettati, utilizzati  e mantenuti in efficienza e in modo sicuro;
- indica la valutazione dei rischi per la salute e la sicurezza dei lavoratori e le misure adottate per gli elementi indicati all'articolo 10 del d.lgs. 624/96.

Il documento di sicurezza e salute va trasmesso all'autorità di vigilanza prima dell'inizio dell'attività lavorativa, così come l'aggiornamento, che si rende necessario in caso di modifica dei luoghi di lavoro o di incidente.